# Война невест
«Война невест» (англ. Bride Wars) — американский художественный фильм в жанре комедии, поставленный режиссёра Гэри Виником. Главные роли сыграли Энн Хэтэуэй и Кейт Хадсон.

## Сюжет
Лучшие подруги Эмма и Оливия (Лив) всю жизнь мечтали отпраздновать свою свадьбу в июне в отеле «Плаза». Эмма — податливая добрая девушка, а Лив — решительная и пробивная. Всю жизнь они делят все, и Лив помыкает Эммой.
По ошибке их свадьбы назначаются на один день, и перенести дату на любой другой день в июне невозможно. Начинается война. Каждая хочет отпраздновать свою свадьбу в июне, и отступать никто не желает.
Подруги соревнуются во всем, их ссоры становятся все хуже и хуже, они делают друг другу мелкие гадости. Сначала Лив узнает о танцевальных курсах Эммы и меняет квалифицированного инструктора на бездарного танцора диско. В ответ Эмма от имени Дэниела (жениха Оливии), начинает присылать Лив редкие сладости, от которых Лив полнеет на три кило, и не влезает в дорогое платье, которое нельзя переделывать. Лив перекрашивает тело Эммы в оранжевый, Эмма красит волосы Лив в синий цвет. Девушки ссорятся на девичнике в баре. Обе становятся совершенно другими людьми — Эмма учится говорить людям «нет», а Лив часто плачет. Они обе хотят помириться, но слишком горды для этого. Эмма начинает ссориться со своим женихом, ему не нравится её новый стиль жизни.
В день свадьбы Лив подменяет DVD с воспоминаниями жизни Эммы, и все гости видят, как разгульно себя вела Эмма на вечеринке на курорте. Невесты устраивают драку и мирятся. Эмма понимает, что жених больше не любит её такой, и возвращает ему кольцо.
Через год Эмма замужем за братом Лив, Эмма и Лив беременны, и их дети должны родиться в один день.

## В ролях
- Кейт Хадсон — Оливия (Лив) Лернер
- Энн Хэтэуэй — Эмма Аллен
- Брайан Гринберг — Нейт
- Крис Прэтт — Флетчер Флемсон
- Стив Хоуи — Дэниэл
- Кэндис Берген — Марион Сент-Клэр
- Кристен Джонстон — Деб
- Майкл Арден — Кевин
- Виктор Слезак — Колсон
- Келли Коффилд — Кэти
- Джун Дайан Рафаэль — Аманда

## Саундтрек
В фильме звучали следующие песни:
- Natalie Cole — «This Will Be (An Everlasting Love)»
- Duffy — «I’m Scared»
- Vivaldi — «The Four Seasons, Spring»
- Richard Wagner — «Bridal chorus»
- Colbie Caillat — «Something Special»
- The Submarines — «You Me And The Bourgeoisie»
- 2 Unlimited — «Get Ready For This»
- Eve feat. Swizz Beatz — «Tambourine»
- Priscilla Ahn — «Dream»
- Rick James — «Give It to Me Baby»
- Estelle feat. Cee-Lo — «Pretty Please (Love Me)»
- Natasha Bedingfield — «Happy»
- Jason Glover, Dominic Glover & Gary Crockett — «Beautiful People»
- Eric Zimmerman — «Bridal Chorus Petit»
- Paul Fried — «Flute Quartet In C»
- The Hit Crew — «I’m Too Sexy»
- Johann Sebastian Bach — «Jesu Joy Of Man’s Desiring»
- Elvio Monti — «Lively Scherzo»
- Estelle — «Pretty, Please (Love Me)»
- Technotronic — «Pump Up The Jam»
- Duffy — «Rain On Your Parade»
- The Submarines — «You Me And The Bourgeoisie»
- Ryan Shaw — «You’ve Made Me So Very Happy»

## Показ
Премьера (мир) — 5 января 2009

премьера (Финляндия) — 6 февраля 2009

премьера (Бельгия) — 11 февраля 2009

премьера (Россия) — 26 февраля 2009, «Фокс»

премьера (Дания) — 6 марта 2009

премьера (Чехия) — 2 апреля 2009
Кассовые сборы
Фильм собрал в прокате 115 375 850 долларов, из них 58 715 510 долларов в США.